# Ulrich Stechele
Ulrich Stechele (* 15. Oktober 1941 in Heidelberg; † 23. März 2001 ebenda) war ein deutscher Politiker (CDU) und Architekt. Von 1976 bis 1988 und erneut im Jahr 1992 war er Mitglied des Landtags von Baden-Württemberg.
Nach dem Besuch des Gymnasiums in Heilbronn und einer Maurerlehre studierte er an der Staatsbauschule in Stuttgart (jetzt Hochschule für Technik Stuttgart) und schloss das Studium 1967 als Bauingenieur (grad.) ab (später umgewandelt in Dipl.-Ing. (FH)). Bis 1972 arbeitete er beim Regierungspräsidium Stuttgart, ab 1973 war er Leiter des Stadtplanungsamtes der Stadt Eppingen.
Über die Jungen Europäische Föderalisten kam Stechele in den frühen 1960er-Jahren zur CDU. Er war Mitglied der Europa-Union Heilbronn und 1968 bis 1970 auch deren Vorsitzender. 1968 zog er für die Partei erstmals in den Heilbronner Gemeinderat ein, dem er bis zu seinem Tod 2001 ununterbrochen angehörte. Von 1976 bis 1992 war er auch Vorsitzender des CDU-Stadtverbands Heilbronn. Unter seinem Vorsitz konnte die Heilbronner CDU ihre Mitgliederzahlen von wenigen Dutzend auf fast 700 vervielfachen und gegen die zuvor erfolgreichere SPD bei Wahlen zunehmend Erfolge erzielen.
Eine erste Landtagskandidatur Stecheles 1972 blieb ohne Erfolg, das Mandat ging an den Heilbronner SPD-Abgeordneten Günter Erlewein. Bei der nächsten Landtagswahl 1976 holte Stechele das Direktmandat im Landtagswahlkreis Heilbronn, Erlewein blieb das Zweitmandat. Bei den Wahlen 1980 und 1984 verteidigte Stechele das Direktmandat. Im Landtag vertrat Stechele vor allem die Interessen der Stadt Heilbronn. Er gehörte dem Innenausschuss und der Baukommission an.
Bei der Landtagswahl 1988 konnte Stechele das Direktmandat im Wahlkreis Heilbronn gegen den SPD-Spitzenkandidaten Dieter Spöri nicht verteidigen und gehörte damit dem Landtag nicht mehr an. Stattdessen wurde er im selben Jahr Landesgeschäftsführer der baden-württembergischen CDU. Als am 17. Februar 1992 die Nürtinger CDU-Abgeordnete Annemarie Hanke starb, die als Ersatzkandidatin in den Landtag eingezogen war, rückte Stechele als einziger nicht erfolgreicher CDU-Kandidat im Regierungsbezirk Stuttgart in den Landtag nach, dem er bis zur nächsten Wahl am 5. April 1992 somit für wenige Wochen wieder angehörte. Stechele trat bei dieser Wahl erneut im Wahlkreis Heilbronn gegen Dieter Spöri an, konnte sich aber wieder nicht durchsetzen. 1993 beendete er seine Tätigkeit als CDU-Landesgeschäftsführer. Bei der Wahl 1996 trat Stecheles langjährige Zweitkandidatin Johanna Lichy im Wahlkreis Heilbronn an und gewann das Direktmandat gegen Spöri, dem ein Zweitmandat blieb.
Stechele war evangelischer Konfession und seit 1973 mit Irene Stechele, geb. Hirth verheiratet, er hatte drei Söhne.

## Ehrungen
Stechele erhielt 1981 die Verdienstmedaille des Landes Baden-Württemberg und 1988 das Verdienstkreuz 1. Klasse des Verdienstordens der Bundesrepublik Deutschland. Der Gemeinderat der Stadt Heilbronn verlieh ihm 1996 den Ehrenring der Stadt. Im Heilbronner Neubaugebiet Robert-Mayer-Höhe gibt es seit 2002 eine Ulrich-Stechele-Straße.